# Ducato di Reggio (Longobardi)

Italia bizantina e longobarda

Il Ducato di Reggio fu uno dei ducati istituiti dai Longobardi in Italia. Sono scarse le informazioni sulle sue vicende interne, e incerta perfino la data dell'istituzione del ducato; è possibile che risalga tanto alle fasi della prima penetrazione longobarda dell'area durante il Periodo dei duchi, negli anni Settanta-Ottanta dell'VI secolo, quanto all'indomani della conquista definitiva della città da parte dei Longobardi, condotta da re Agilulfo nel 593.

## Monetazione
È stato rinvenuto presso Boretto un tremisse d'oro, conosciuto in un unico esemplare, a nome di re Desiderio. Al rovescio si può leggere il nome della città di Reggio: Flavia Regio. 

## Fonti
- Paolo Diacono, Historia Langobardorum (Storia dei Longobardi, Lorenzo Valla/Mondadori, Milano 1992).